# ماهی‌های شیپورزن
ماهی‌های شیپورزن (نام علمی: Latridae) نام یک تیره از راسته سوف‌ماهی‌سانان است.